# Corynoneura seiryuresea
Corynoneura seiryuresea är en tvåvingeart som beskrevs av Sasa, Suzuki och Sakai 1998. Corynoneura seiryuresea ingår i släktet Corynoneura och familjen fjädermyggor. Inga underarter finns listade i Catalogue of Life.